# Simon Lynge
Simon Lynge (født den 22. januar 1980 i Holstebro) er en sanger og sangskriver, der er opvokset i Grønland og Danmark, men nu er bosiddende i Port Townsend i staten Washington i USA.
Lynge er den første solomusikalske kunstner fra Grønland, der har udgivet et album i hele Storbritannien, og den første grønlænder, der spillede på Storbritanniens Glastonbury Festival. Lynge har optrådt flittigt i Europa og USA, og han akkompagnerede Emmylou Harris som support-akt på den amerikanske sangerindes 2011-turné i Europa.

## Biografi
Simon Overgaard Lynge er født i Holstebro, men voksede op i Qaqortoq, Grønland. Hans far Carl Lynge var teaterkunstner og harmonikaspiller, der spillede sammen med den grønlandske musiker Rasmus Lyberth. Lynge har fortalt, at han som barn ikke havde nogen formel skolegang, men arbejdede som fanger og jæger og boede i en bygd med kun 40 indbyggere, der lå en times sejltur fra den nærmeste by.
Som teenager arbejdede Lynge som bud for et supermarked i Qaqortoq. Kort efter flyttede han tilbage til Danmark, hvor han meldte sig ind på Holstebro Musikskole for at studere opera, klaver, trommer og musikteori. Mens han var i Danmark, blev han en del af den unge københavnsk musikscene, og opførte sine egne kompositioner som sanger og guitarist på en række spillesteder. Omkring dette tidspunkt rejste han også til London, Nashville og Los Angeles for at optræde og skrive sine egne tekster.

### Karriere
I 2008 spillede Lynge en koncert i Hollywood-spillestedet Highland Grounds og imponerede produceren Matt Forger (ingeniør på Michael Jacksons album Thriller), som foreslog at indspille hans sange. Kort efter begyndte Lynge den intensive serie af indspilningssessioner i Bright Orange Studios i Los Angeles, der resulterede i hans debutalbum, The Future. Medproducenterne var Forger og Jon Mattox.
Albummet, der blev udgivet på det uafhængige London-baserede label Lo-Max Records i 2010, skabte en bølge af medieinteresse, hvilket førte til optrædener på BBC tv og Sky News i Storbritannien, en optræden på svensk tv og presseindslag i Europa. Albummet blev nomineret til Independent Music Awards (en) i 2010. Albummet er udgivet i Sverige, Norge, Danmark, Tyskland, Østrig, Schweiz, Irland og New Zealand og Storbritannien.
Lynge optræder normalt live med multiinstrumentalisten Richard Lobb, som han skrev sangen London Town sammen med på sit debutalbum. Samt hans band Simon Lynge & The Martial Hearts.
Lynge brugte en stor del af 2010 på at turnere i hele Europa, udover at acceptere en anmodning om at optræde på Sundance Film Festival i Utah. I juli 2010 optrådte han på musikfestivalen i Tivoli, København.

## Diskografi

### Album
- 2010: The Future
- 2014: The Absence of Fear
- 2016: The Map of Your Life
- 2018: Deep Snow

### Singler
- 2011: "London Town"
- 2011: "If You Go"
- 2011: "Infinitely You"
- 2013: "The Absence of Fear"
- 2016: "The Map of Your Life"
- 2016: "Hallelujah"
- 2016: "Drum Beat"
- 2018: "Age of Distraction"
- 2018: "Paper Thin"